# Srebrna Góra
Srebrna Góra (česky Stříbrná Hora, též Silberberk, německy Silberberg) je ves v Polsku, v Dolnoslezském vojvodství. V blízkosti obce se nachází pevnost Stříbrná Hora. V roce 1581 toto hornické město zakoupil Vilém z Rožmberka.